# Кирпач Олександр Юрійович
Олекса́ндр Ю́рійович Кирпач (нар. 3 листопада 1992, м. Київ) — сержант Збройних сил України підрозділу спеціального призначення ГУР МО України.

## Нагороди
За особисту мужність і героїзм, виявлені у захисті державного суверенітету та територіальної цілісності України, вірність військовій присязі під час російсько-української війни, відзначений — нагороджений:
- 19 листопада 2014 року — медаллю «За вірність Народу України».
- 27 червня 2015 року — орденом «За мужність» III ступеня.
- 25 лютого 2016 — медаллю «За жертовність і любов до України»